# としま未来へ
「としま未来へ」（としまみらいへ）は、さだまさしの楽曲。作詞は今井英昭と佐藤有弘の合作扱いで、補作詞および作曲はさだまさし。東京都豊島区が区制70周年を記念し制定した区民歌である。

## 解説
豊島区では1961年（昭和36年）に「豊島区歌」を制定していたが、2002年（平成14年）に区制70周年事業として新たに区民歌を制定する方針を発表し、歌詞の懸賞募集を行った。応募総数は32都道府県から258篇（そのうち豊島区内からの応募は98篇）で、入選が佐藤の応募作「きらめきの街 としま」と今井の応募作「ユーとしま」の2篇となったため、両者の合作扱いとして作曲・創唱者のさだが補作したものが採用されている。合作となった2名のうち、佐藤は20年前に地元の「杉並区歌」で入選した実績があった。
発表演奏は2003年（平成15年）1月13日に区主催の成人式を東京芸術劇場で実施した際に行われ、さだ本人が創唱した。同年7月には東京音楽大学の協力により、フリーフライト・フォアレコードがさだの歌唱とカラオケ、オーケストラ編曲版を収録したCD（日本ビクター製造）を作成している。区民歌制定から4年後の2007年（平成19年）には、サンシャイン通りに歌碑「未来の燈」が建てられた。
なお既存の「豊島区歌」の扱いに関しては区民歌「としま未来へ」の制定後も存続しており、豊島区役所庁舎内では始業時に演奏されている。しかし、区の行事における区歌の演奏機会は激減しており、区の公式サイトでも音源を提供しているのは「としま未来へ」のみである。